# 胡安·加布里埃尔

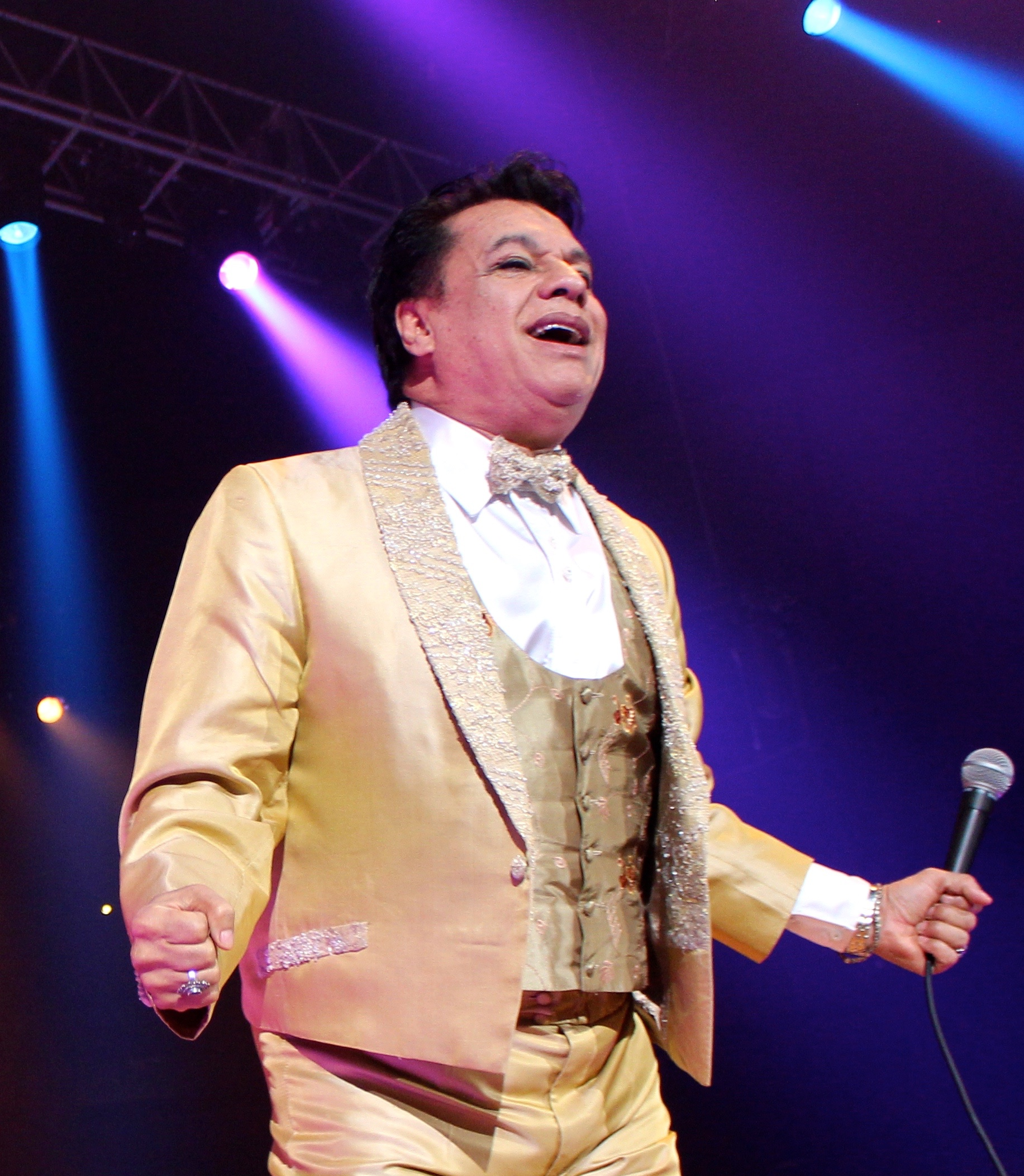
胡安·加布里埃尔

阿尔贝托·阿吉莱拉·瓦拉德兹（1950年1月7日 - 2016年8月28日）， 艺名胡安·加布里埃尔，是一位墨西哥创作歌手兼演员。 
胡安·加布里埃尔的唱片在全球销量达4000万张。 他的第十九张录音室专辑是墨西哥有史以来最畅销的专辑，销量超过800万张。 胡安·加布里埃尔一共创作了大约1,800 首歌曲。 
2016 年8月28日，胡安·加布里埃尔因心肌梗死去世。 他的尸体被火化。 